# Acidente ferroviário de Oss de 2018
A Acidente ferroviário de Oss de 2018 refere-se ao desastre ocorrido em 20 de setembro de 2018 numa passagem de nível situada no município de Oss, nos Países Baixos. Segundo informações da imprensa local, um trem colidiu com um pequeno vagão elétrico que transportava crianças, resultando em quatro crianças mortas e duas pessoas feridas.

## Descrição dos eventos
De acordo com a agência de notícias neerlandesa Algemeen Nederlands Persbureau (ANP), o acidente ocorreu em 20 de setembro, por volta das 8 horas e 45 minutos. Na ocasião, um pequeno vagão elétrico denominado Stint, que transportava cinco crianças para a creche, colidiu numa passagem de nível com um trem que viajava de Nimegue para Den Bosch.
Segundo relatos de testemunhas que presenciaram o ocorrido, a condutora do vagão teria perdido o controle e pediu ajuda conforme o trem se aproximava. Ela teria passado por baixo da barreira protetora e gritado que os freios não estavam funcionando. Após inspeções técnicas, relatórios posteriores confirmaram falhas na frenagem como a causa do acidente. A polícia, por sua vez, disse que a passagem de nível em que ocorreu a colisão possuía sinalizações e barreiras para assegurar que pedestres não atravessem os trilhos durante a passagem dos trens. O periódico Algemeen Dagblad, no entanto, expôs comentários de testemunhas que indicavam que as barreiras na passagem de nível haviam sido reduzidas.

### Vítimas
Os números de vítimas fatais e de feridos foram confirmados pelos meios de comunicação e as autoridades do país: quatro crianças tiveram suas vidas ceifas no acidente, enquanto que uma quinta criança e a supervisora ficaram gravemente feridas. Três das cinco crianças envolvidas no acidente eram irmãs, sendo que duas delas morreram.

## Investigação
Logo após o ocorrido, o porta-voz da ProRail disse que a empresa iniciaria uma "grande investigação" e também analisaria o que poderia ser feito para evitar futuros acidentes. Ele complementou comentando que os trens pertencentes a empresa possuem câmeras acopladas e que as imagens seriam estudadas.
O governo neerlandês solicitou um inquérito e as conclusões preliminares indicaram dúvidas sobre a construção técnica do equipamento. Segundo o ministério de infraestrutura, os resultados poderiam ser uma parada súbita ou falhas na frenagem. Segundo os documentos de manutenção, o veículo envolvido sofreu quatro procedimentos de reparações antes do acontecimento, incluindo três substituições de baterias. Esta informação foi posteriormente confirmada por um porta-voz da empresa Stint Urban Mobility, que completou: "Não vemos conexão entre os reparos e o acidente. Se a bateria não funcionar, o Stint fica parado e você não poderá montá-lo." O proprietário também se manifestou admitindo que o veículo precisou de várias manutenções, mas que os problemas "não eram excepcionais".